# Garonne
Die Garonne [gaˈʁɔn] (lateinisch Garumna oder Garunna, aranesisch/katalanisch Garona) ist ein Fluss, der in Nord-Spanien und Südwest-Frankreich verläuft. Sie grenzte in der Antike Aquitanien vom übrigen Gallien ab und bildet die Nordgrenze der historischen Landschaft Gascogne. Der Name leitet sich vom keltischen Stamm der Garumner her.
Der Fluss entspringt südlich des Val d’Aran in den katalanischen Pyrenäen, aus einem See nahe dem Refugi de Saboredo, verläuft gut 43 Kilometer auf spanischem Gebiet und erreicht beim Ort Fos Frankreich. Auf den folgenden rund 529 Kilometern  verläuft er über Toulouse nach Bordeaux, wo er mit der Dordogne zum Ästuar Gironde vereinigt in den Atlantik mündet. Die Gironde wird in die Gesamtlänge des Flusses nicht eingerechnet, da sie als Ästuar bereits zu den Meeresgewässern zählt.

## Durchquerte Verwaltungsgebiete
– Reihenfolge flussabwärts –
Spanien, Autonome Region Katalonien:
- Provinz Lleida, comarca Val d’Aran

Frankreich, Region Okzitanien:
- Département Hautes-Pyrénées
- Département Haute-Garonne
- Département Tarn-et-Garonne

Frankreich, Region Nouvelle-Aquitaine:

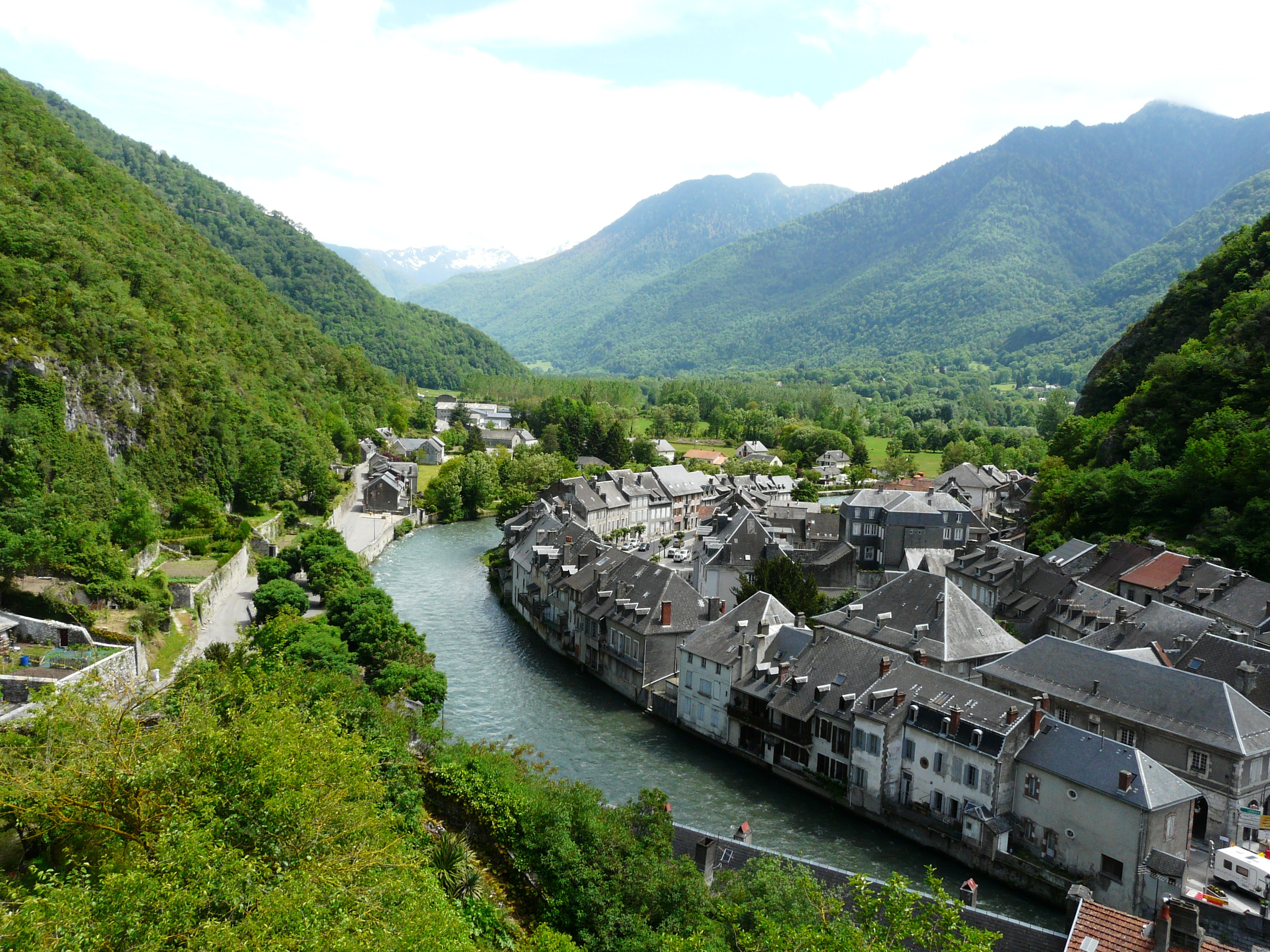
Saint-Béat, 10 km flussabwärts der spanischen Grenze

- Département Lot-et-Garonne
- Département Gironde

## Orte am Fluss
– Reihenfolge flussabwärts – Großstädte fett, Mittelstädte kursiv –
- Vielha e Mijaran
- Saint-Béat
- Saint-Gaudens
- Cazères
- Carbonne
- Muret
- Portet-sur-Garonne
- Toulouse
- Grenade
- Verdun-sur-Garonne
- Castelsarrasin
- Valence
- Agen
- Tonneins
- Marmande
- Langon
- Bordeaux

## Flusssystem
Erklärungen zur Tabelle:

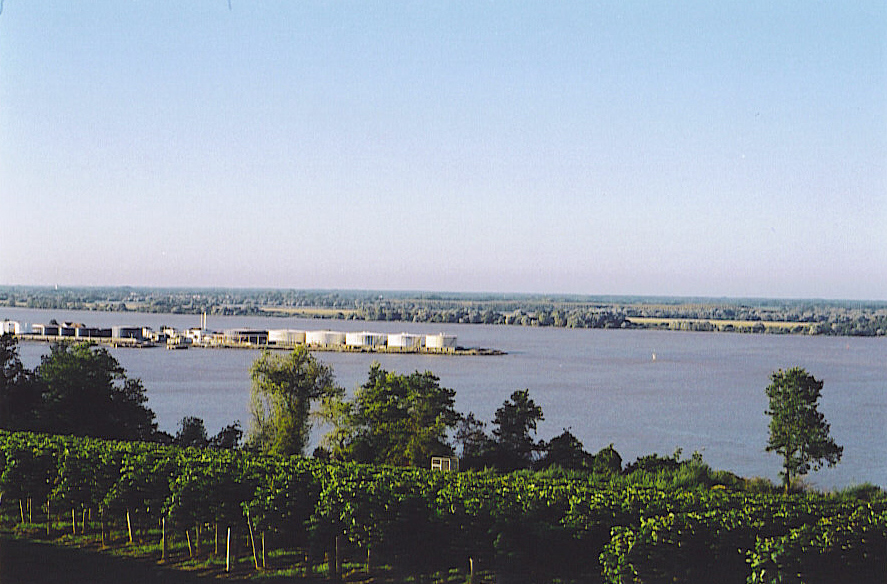
Zusammenfluss von Dordogne (vorn) und Garonne am Bec d'Ambès

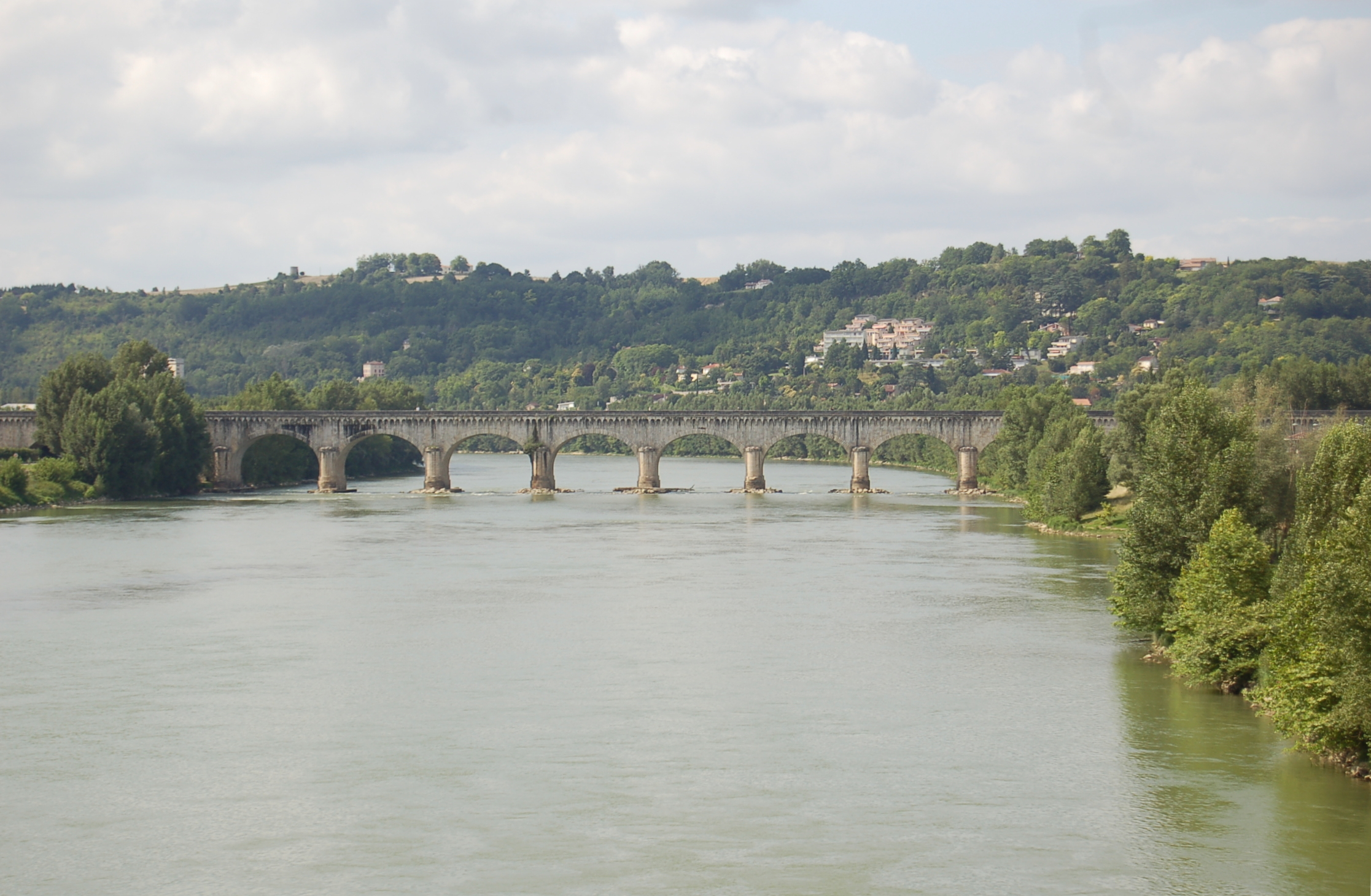
Brücke des Garonne-Seitenkanals über die Garonne in Agen

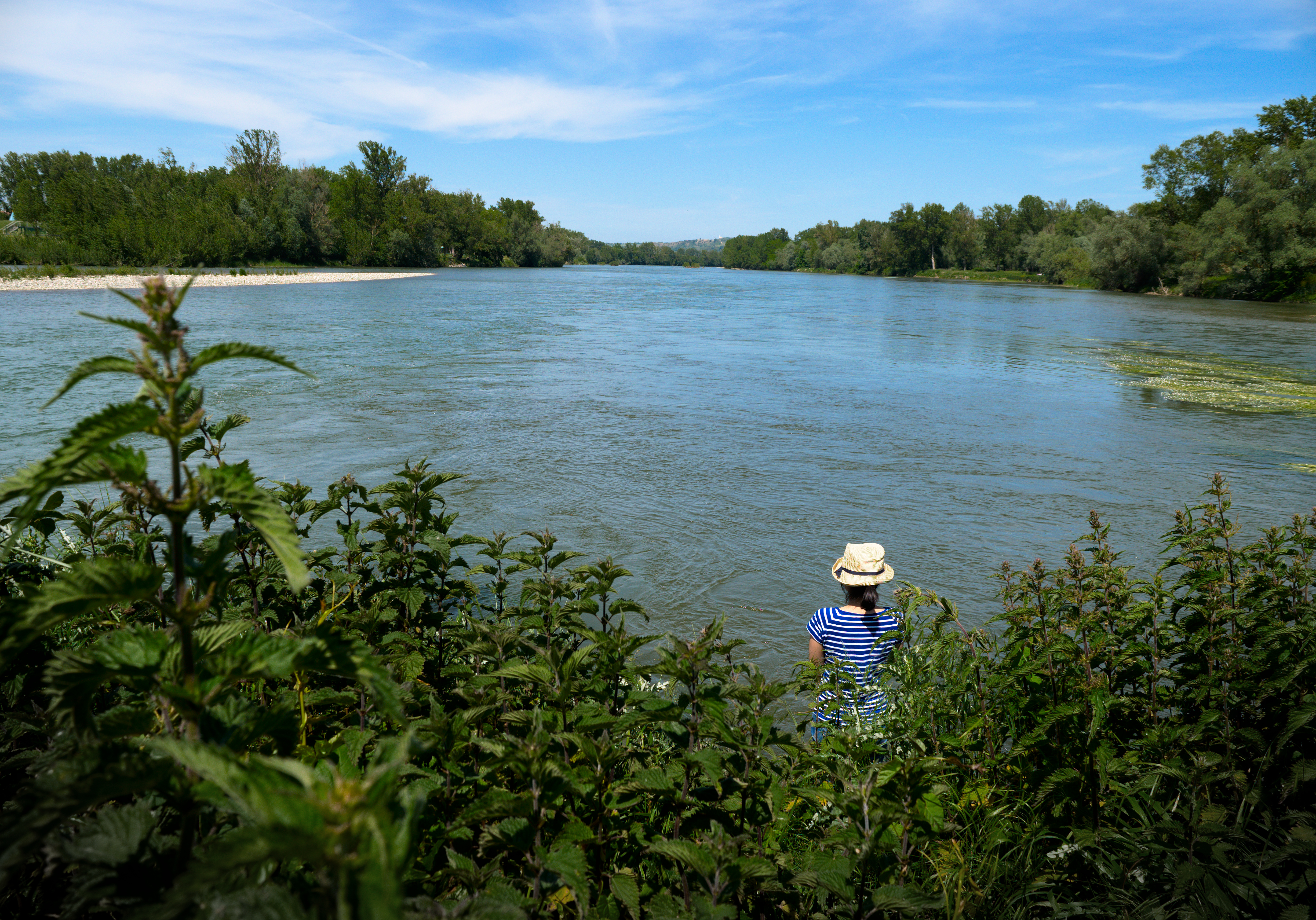
Mündung der Ariège (von rechts) oberhalb von Toulouse

- Die Angabe der Einmündungsseite („rechts“/„links“) steht linksbündig unter dem Namenskästchen des Flusses, in den der Zufluss mündet.

| Garonne, Nebenflüsse und deren wichtigste Nebenflüsse, Reihenfolge flussaufwärts | Garonne, Nebenflüsse und deren wichtigste Nebenflüsse, Reihenfolge flussaufwärts | Garonne, Nebenflüsse und deren wichtigste Nebenflüsse, Reihenfolge flussaufwärts | Garonne, Nebenflüsse und deren wichtigste Nebenflüsse, Reihenfolge flussaufwärts | Garonne, Nebenflüsse und deren wichtigste Nebenflüsse, Reihenfolge flussaufwärts | Garonne, Nebenflüsse und deren wichtigste Nebenflüsse, Reihenfolge flussaufwärts | Garonne, Nebenflüsse und deren wichtigste Nebenflüsse, Reihenfolge flussaufwärts | Garonne, Nebenflüsse und deren wichtigste Nebenflüsse, Reihenfolge flussaufwärts |
| Mündung in Fließrichtung gesehen von                                             | Mündung in Fließrichtung gesehen von                                             | Name                                                                             | Name                                                                             | SANDRE-Nr.                                                                       | Länge [km]                                                                       | Einzugs- gebiet [km²]                                                            | mittlerer Abfluss [m³/s]                                                         |
| -------------------------------------------------------------------------------- | -------------------------------------------------------------------------------- | -------------------------------------------------------------------------------- | -------------------------------------------------------------------------------- | -------------------------------------------------------------------------------- | -------------------------------------------------------------------------------- | -------------------------------------------------------------------------------- | -------------------------------------------------------------------------------- |
| Garonne                                                                          | Garonne                                                                          | Garonne                                                                          | Garonne                                                                          | O---0000                                                                         | 572                                                                              | 55 000                                                                           | 631                                                                              |
| links                                                                            | Gat-Mort                                                                         | Gat-Mort                                                                         | Gat-Mort                                                                         | O96-0400                                                                         | 37                                                                               |                                                                                  |                                                                                  |
| links                                                                            | Ciron                                                                            | Ciron                                                                            | Ciron                                                                            | O95-0400                                                                         | 96,9                                                                             | 1 500                                                                            |                                                                                  |
| rechts                                                                           | Dropt                                                                            | Dropt                                                                            | Dropt                                                                            | O9--0250                                                                         | 132,4                                                                            | 1 350                                                                            | 6,0                                                                              |
| links                                                                            | Avance                                                                           | Avance                                                                           | Avance                                                                           | O91-0400                                                                         | 56,4                                                                             |                                                                                  |                                                                                  |
| rechts                                                                           | Tolzac                                                                           | Tolzac                                                                           | Tolzac                                                                           | O90-0400                                                                         | 47,8                                                                             | 255                                                                              | 1,3                                                                              |
| rechts                                                                           | Lot                                                                              | Lot                                                                              | Lot                                                                              | O---0150                                                                         | 485                                                                              | 11 254                                                                           | 155                                                                              |
| rechts                                                                           | rechts                                                                           | Célé                                                                             | Célé                                                                             | O8--0250                                                                         | 104,4                                                                            | 1 289                                                                            | 18,6                                                                             |
| rechts                                                                           | links                                                                            | Dourdou de Conques                                                               | Dourdou de Conques                                                               | O80-0400                                                                         | 83,7                                                                             | 550                                                                              | 7,5                                                                              |
| rechts                                                                           | rechts                                                                           | Truyère                                                                          | Truyère                                                                          | O7--0250                                                                         | 167,2                                                                            | 3 280                                                                            | 69,5                                                                             |
| rechts                                                                           | rechts                                                                           | links                                                                            | Bès                                                                              | O75-0400                                                                         | 66,7                                                                             | 283                                                                              | 7,9                                                                              |
| rechts                                                                           | rechts                                                                           | Selves                                                                           | Selves                                                                           | O7780500                                                                         | 44,5                                                                             | 200                                                                              | 6,4                                                                              |
| rechts                                                                           | rechts                                                                           | Colagne                                                                          | Colagne                                                                          | O71-0400                                                                         | 58,4                                                                             | 456                                                                              | 5,1                                                                              |
| links                                                                            | Baïse                                                                            | Baïse                                                                            | Baïse                                                                            | O6--0290                                                                         | 187,7                                                                            | 2 910                                                                            | 21                                                                               |
| links                                                                            | links                                                                            | Gélise                                                                           | Gélise                                                                           | O6--0330                                                                         | 92                                                                               | 2 910                                                                            | 4,7                                                                              |
| links                                                                            | links                                                                            | rechts                                                                           | Osse                                                                             | O68-0400                                                                         | 120                                                                              | 600                                                                              | 2,5                                                                              |
| links                                                                            | Auvignon                                                                         | Auvignon                                                                         | Auvignon                                                                         | O64-0400                                                                         | 55,7                                                                             | 303                                                                              | 1,1                                                                              |
| links                                                                            | Gers                                                                             | Gers                                                                             | Gers                                                                             | O6--0250                                                                         | 175,4                                                                            | 1 227                                                                            | 7,1                                                                              |
| rechts                                                                           | Séoune                                                                           | Séoune                                                                           | Séoune                                                                           | O61-0460                                                                         | 64,9                                                                             | 463                                                                              | 3,1                                                                              |
| links                                                                            | Auroue                                                                           | Auroue                                                                           | Auroue                                                                           | O6150500                                                                         | 62,4                                                                             |                                                                                  |                                                                                  |
| rechts                                                                           | Barguelonne                                                                      | Barguelonne                                                                      | Barguelonne                                                                      | O61-0400                                                                         | 61,1                                                                             | 552                                                                              | 3,1                                                                              |
| links                                                                            | Arrats                                                                           | Arrats                                                                           | Arrats                                                                           | O---0240                                                                         | 161,8                                                                            | 950                                                                              | 2,7                                                                              |
| rechts                                                                           | Tarn                                                                             | Tarn                                                                             | Tarn                                                                             | O---0100                                                                         | 380,2                                                                            | 15 700                                                                           | 233                                                                              |
| rechts                                                                           | rechts                                                                           | Aveyron                                                                          | Aveyron                                                                          | O5--0250                                                                         | 290,1                                                                            | 5300                                                                             | 56,5                                                                             |
| rechts                                                                           | rechts                                                                           | links                                                                            | Viaur                                                                            | O5--0290                                                                         | 168                                                                              | 1 530                                                                            | 15,2                                                                             |
| rechts                                                                           | links                                                                            | Agout                                                                            | Agout                                                                            | O4--0250                                                                         | 194                                                                              | 3 500                                                                            | 55                                                                               |
| rechts                                                                           | links                                                                            | Dourdou de Camarès                                                               | Dourdou de Camarès                                                               | O35-0400                                                                         | 86,8                                                                             | 658                                                                              | 12,1                                                                             |
| rechts                                                                           | links                                                                            | rechts                                                                           | Sorgues                                                                          | O35-0460                                                                         | 46,4                                                                             | 279                                                                              | 4,4                                                                              |
| rechts                                                                           | links                                                                            | Dourbie                                                                          | Dourbie                                                                          | O33-0400                                                                         | 71,9                                                                             | 568                                                                              | 13,1                                                                             |
| rechts                                                                           | links                                                                            | Jonte                                                                            | Jonte                                                                            | O31-0400                                                                         | 38,6                                                                             | 265                                                                              | 5,1                                                                              |
| rechts                                                                           | links                                                                            | Tarnon                                                                           | Tarnon                                                                           | O30-0400                                                                         | 38,9                                                                             | 262                                                                              | 7,4                                                                              |
| links                                                                            | Sère                                                                             | Sère                                                                             | Sère                                                                             | O29-0400                                                                         | 31,8                                                                             |                                                                                  |                                                                                  |
| links                                                                            | Gimone                                                                           | Gimone                                                                           | Gimone                                                                           | O2--0330                                                                         | 135,7                                                                            | 840                                                                              | 3,0                                                                              |
| links                                                                            | Save                                                                             | Save                                                                             | Save                                                                             | O2--0290                                                                         | 143,8                                                                            | 1 152                                                                            | 6,32                                                                             |
| rechts                                                                           | Hers-Mort                                                                        | Hers-Mort                                                                        | Hers-Mort                                                                        | O2--0250                                                                         | 89,3                                                                             | 768                                                                              | 6                                                                                |
| rechts                                                                           | links                                                                            | Girou                                                                            | Girou                                                                            | O23-0400                                                                         | 64,5                                                                             | 556                                                                              | 2,4                                                                              |
| links                                                                            | Aussonnelle                                                                      | Aussonnelle                                                                      | Aussonnelle                                                                      | O21-0400                                                                         | 42,4                                                                             | 192                                                                              | 0,8                                                                              |
| links                                                                            | Touch                                                                            | Touch                                                                            | Touch                                                                            | O20-0400                                                                         | 74,5                                                                             | 510                                                                              | 38,5                                                                             |
| rechts                                                                           | Ariège                                                                           | Ariège                                                                           | Ariège                                                                           | O1--0250                                                                         | 163,2                                                                            | 4 120                                                                            | 76,4                                                                             |
| rechts                                                                           | rechts                                                                           | Hers-Vif                                                                         | Hers-Vif                                                                         | O1--0290                                                                         | 134,9                                                                            | 1 350                                                                            | 15,7                                                                             |
| rechts                                                                           | links                                                                            | Lèze                                                                             | Lèze                                                                             | O18-0400                                                                         | 70,3                                                                             | 351                                                                              | 2,0                                                                              |
| links                                                                            | Louge                                                                            | Louge                                                                            | Louge                                                                            | O09-0400                                                                         | 100,1                                                                            | 486                                                                              | 6,14                                                                             |
| rechts                                                                           | Arize                                                                            | Arize                                                                            | Arize                                                                            | O07-0400                                                                         | 83,8                                                                             | 528                                                                              | 5,3                                                                              |
| rechts                                                                           | Volp                                                                             | Volp                                                                             | Volp                                                                             | O06-0400                                                                         | 40,3                                                                             | 137                                                                              | 1,0                                                                              |
| rechts                                                                           | Salat                                                                            | Salat                                                                            | Salat                                                                            | O0--0250                                                                         | 74,5                                                                             | 1 570                                                                            | 42,6                                                                             |
| links                                                                            | Noue                                                                             | Noue                                                                             | Noue                                                                             | O0290530                                                                         | 44,2                                                                             | 127                                                                              | 1,0                                                                              |
| links                                                                            | Neste                                                                            | Neste                                                                            | Neste                                                                            | O01-0400                                                                         | 73,1                                                                             | 870                                                                              | 19,4                                                                             |
| links                                                                            | Pique                                                                            | Pique                                                                            | Pique                                                                            | O00-0400                                                                         | 32,9                                                                             | 325                                                                              | 11                                                                               |
| rechts                                                                           | Ger                                                                              | Ger                                                                              | Ger                                                                              | O02-0400                                                                         | 37,2                                                                             | 200                                                                              | 5                                                                                |

## Schifffahrt

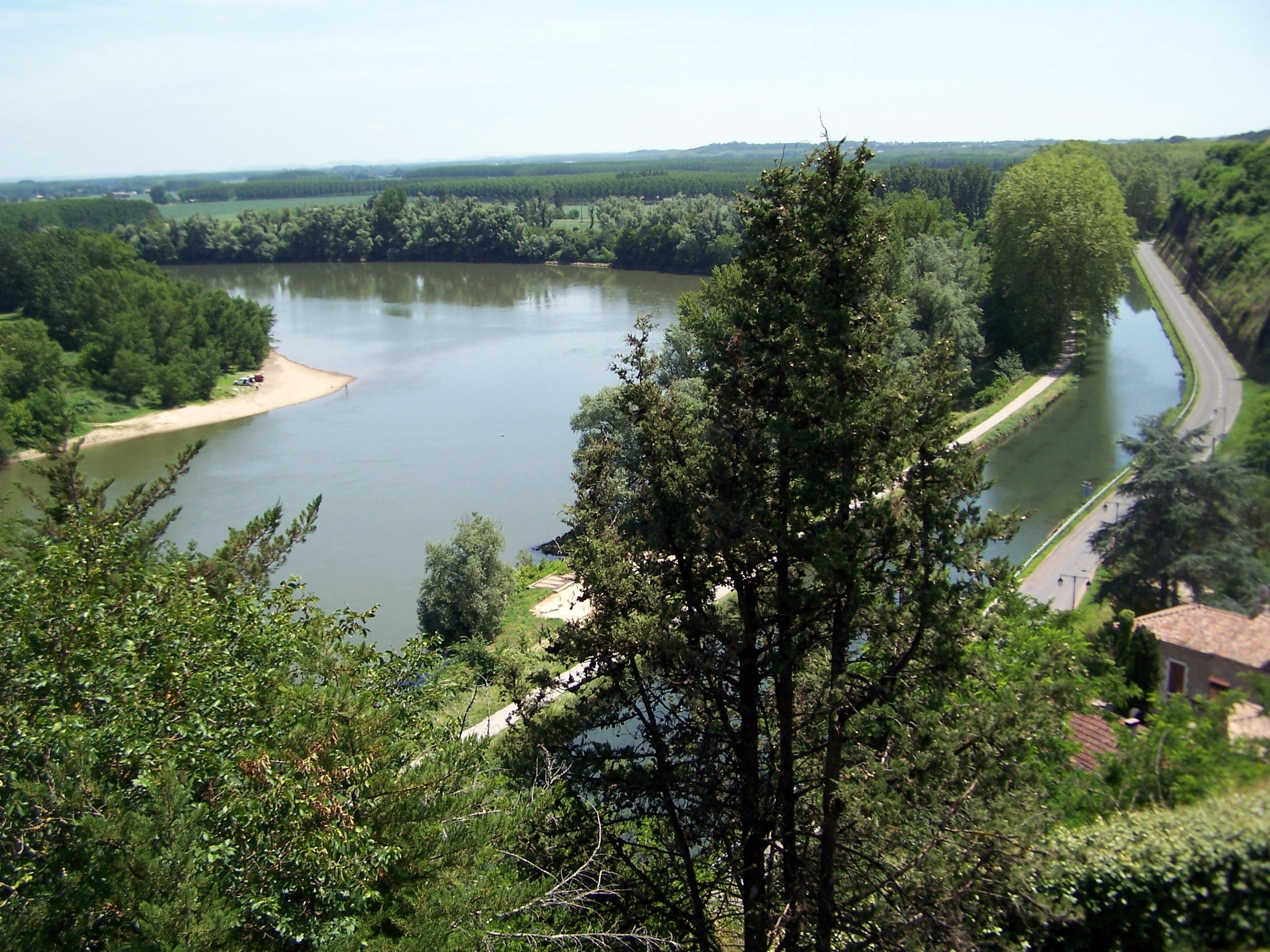
Garonne und ihr Seitenkanal in Meilhan

Die Garonne ist von ihrer Mündung bis zur Pont de Pierre in Bordeaux für Seeschiffe befahrbar, für die die lichte Höhe von 53 Metern der Pont d’Aquitaine und der 2,8 Kilometer stromaufwärts liegenden Hubbrücke Pont Jacques Chaban-Delmas ausreichend ist. Danach begrenzen die Bogenhöhe der Pont de Pierre und der jeweilige Wasserstand der Garonne die Schifffahrt auf Binnenschiffe, wie die Péniches, die auf der Garonne bis Langon bzw. bis zum Ort Castets-en-Dorthe fahren können. Weil die Schifffahrt weiter flussaufwärts früher stets von der wechselhaften Wasserführung abhängig war, wurde der Garonne-Seitenkanal errichtet, der parallel zum Fluss bis nach Toulouse führt und dort seine Fortsetzung bis zum Mittelmeer im Canal du Midi findet. Er wird heute allerdings fast nur noch zu touristischen Zwecken genutzt.
Zwischen den Orten Saint-Léger (am linken Ufer) und Nicole (am rechten Ufer) darf bei entsprechendem Wasserstand die Garonne auch von Schiffen befahren werden, die den Fluss Lot erreichen wollen oder von diesem kommen.